# Lijst van personen overleden in januari 2011
Dit is een lijst van bekende personen die zijn overleden in januari 2011.

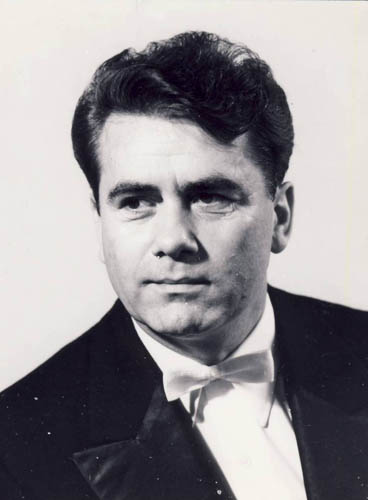
Marin Constantin
1 januari

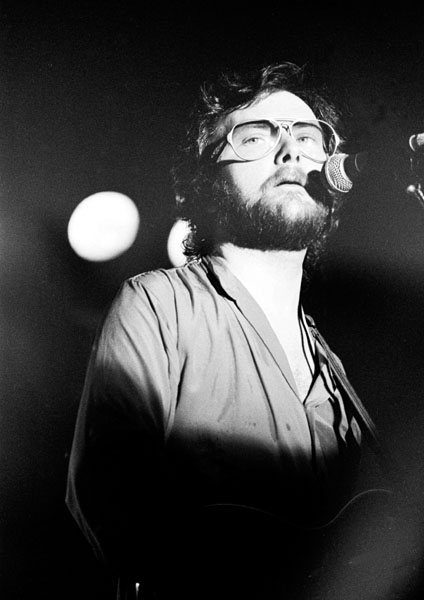
Gerry Rafferty
4 januari

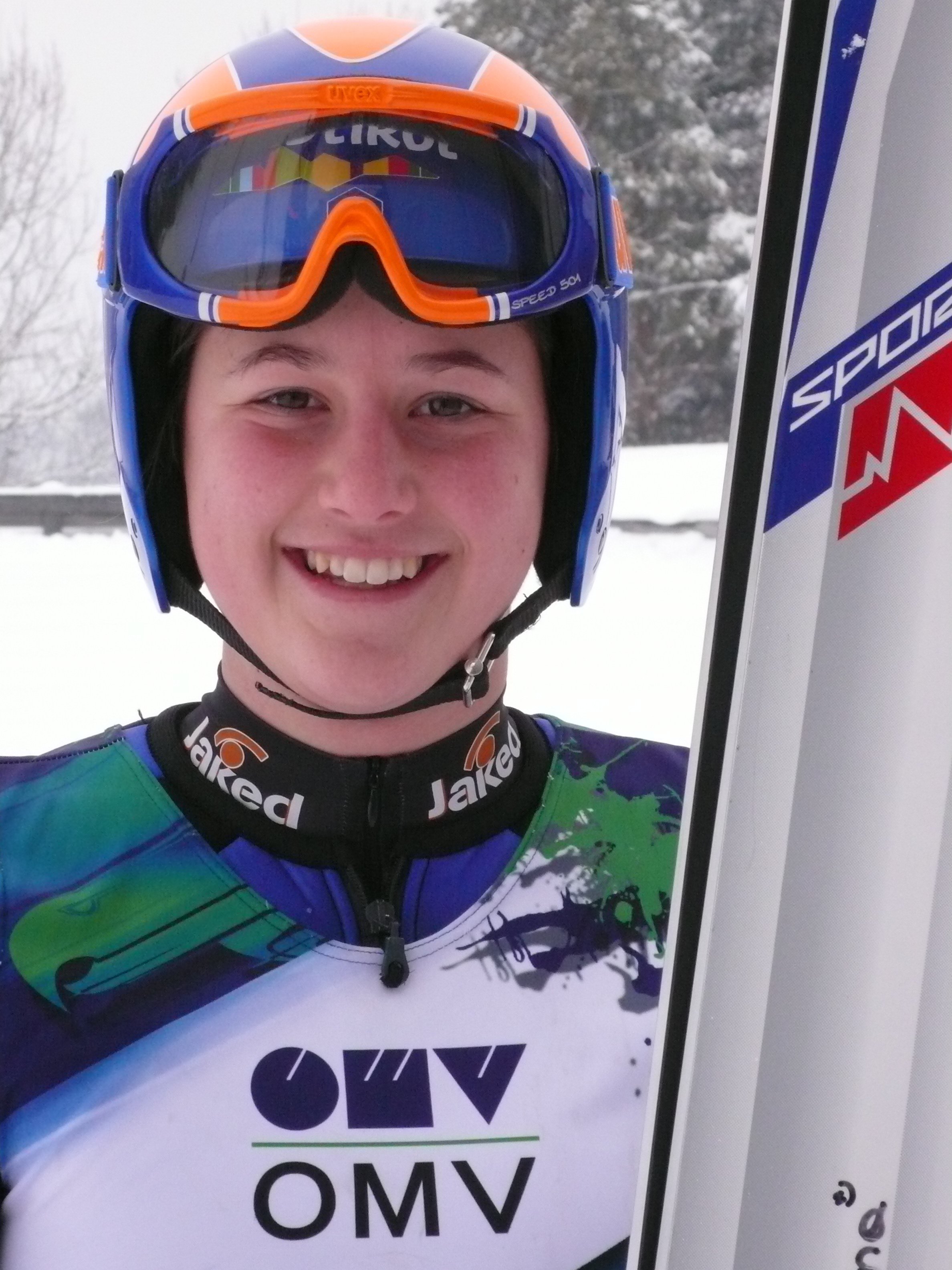
Simona Senoner
7 januari

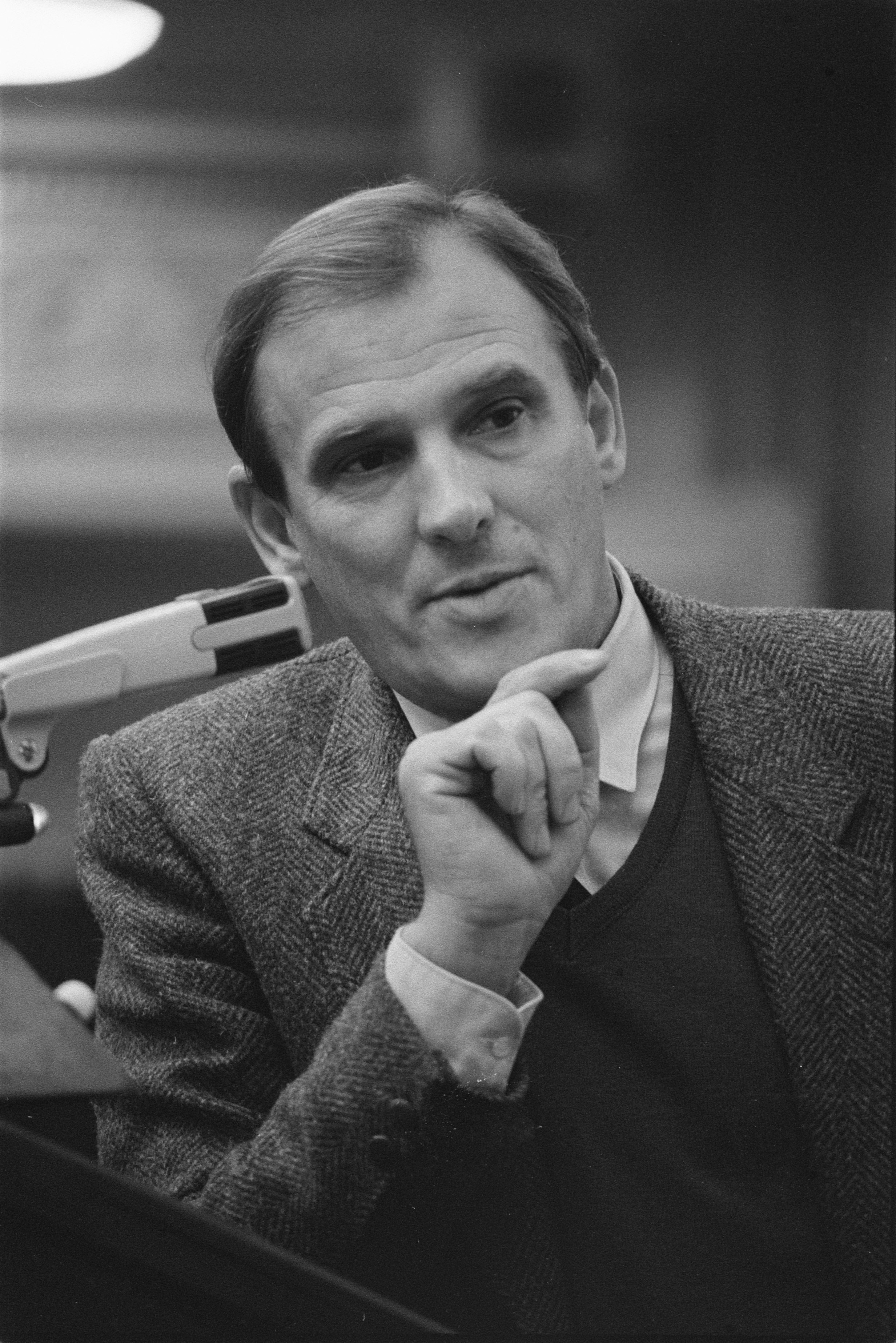
Albert-Jan Evenhuis
13 januari

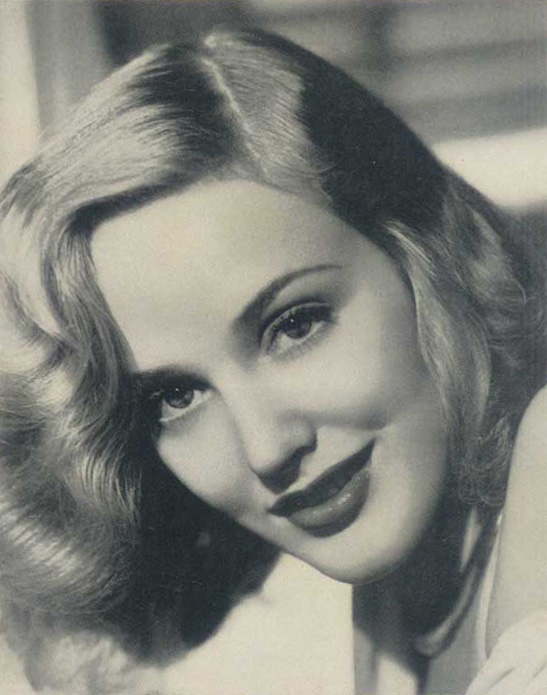
Georgia Carroll
14 januari

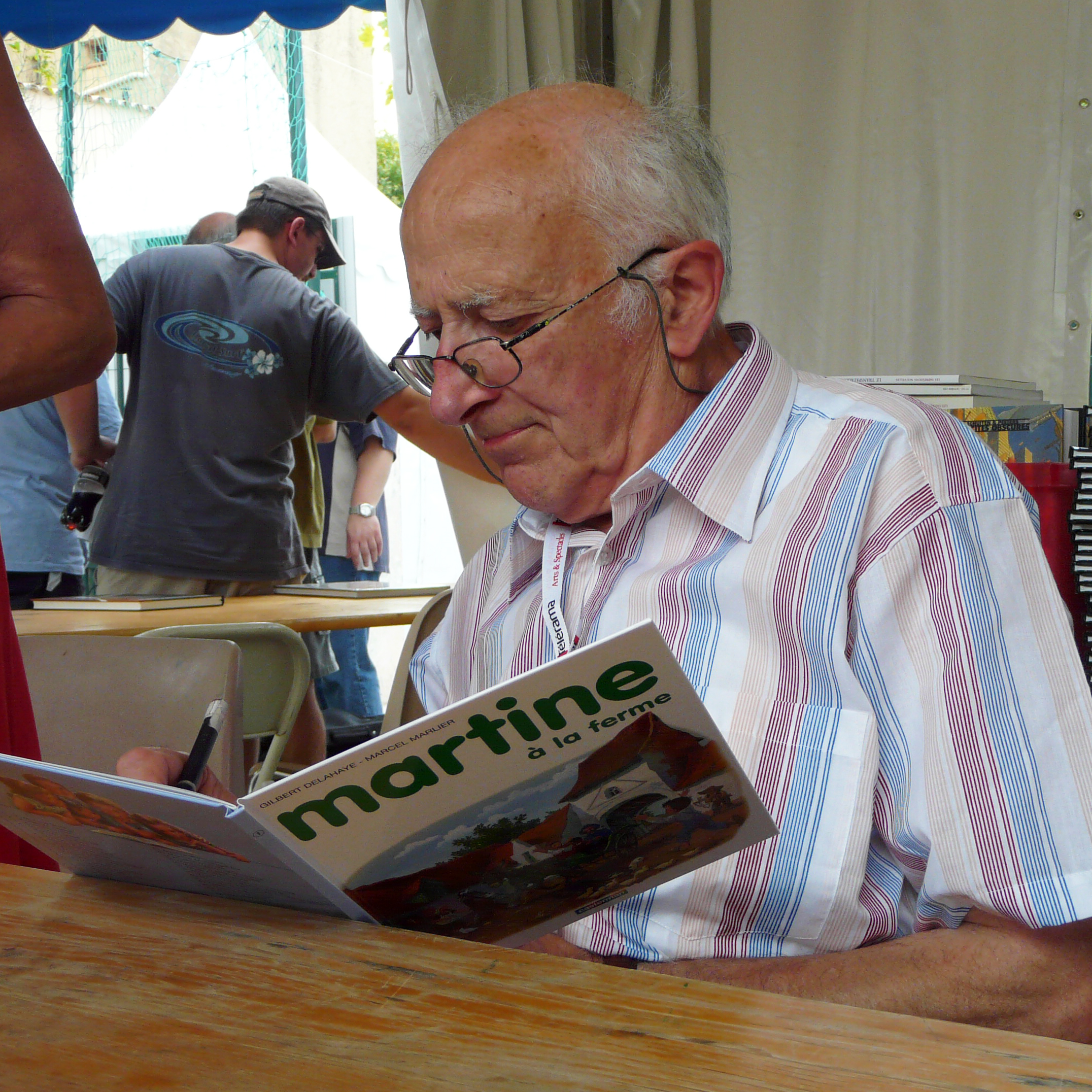
Marcel Marlier
18 januari

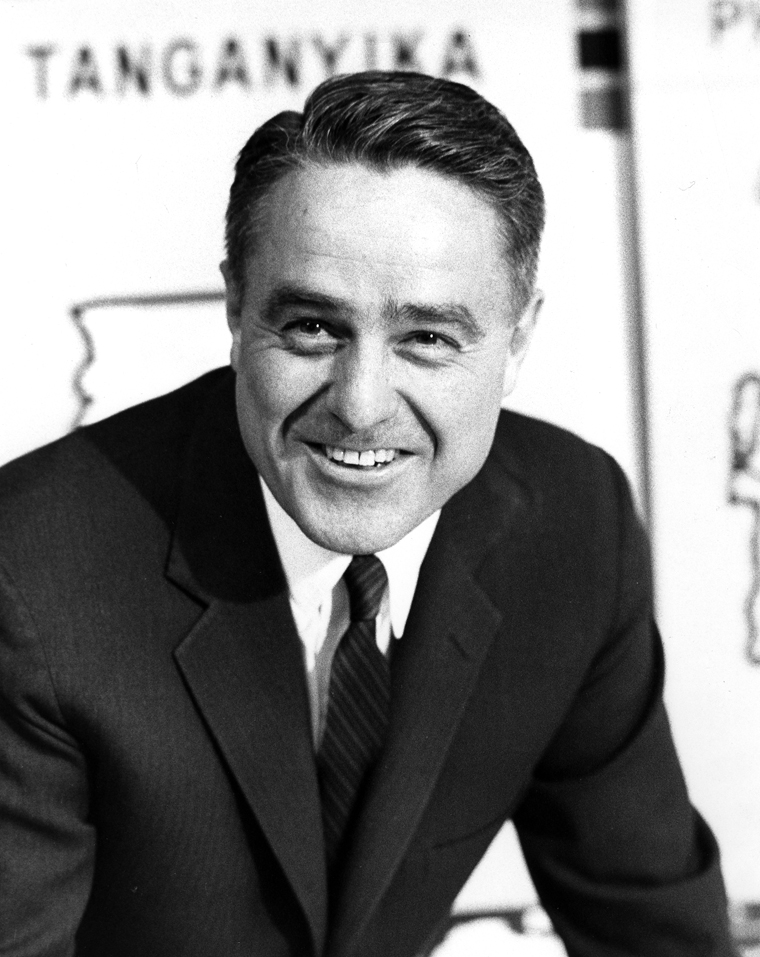
Sargent Shriver
18 januari

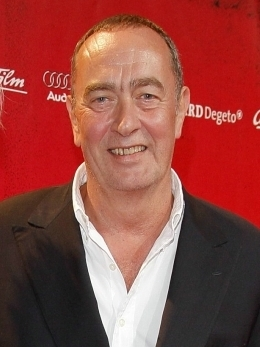
Bernd Eichinger
24 januari

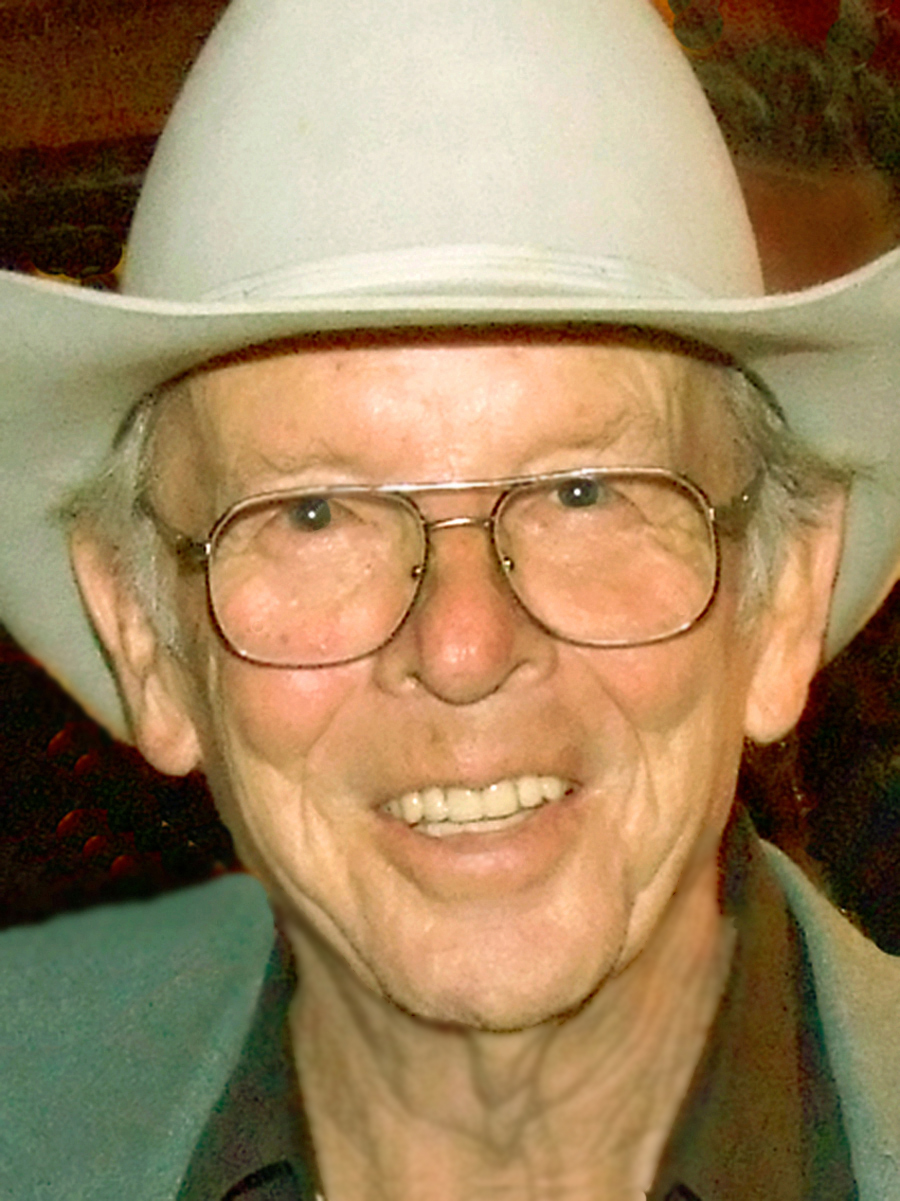
Charlie Louvin
26 januari

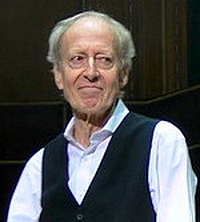
John Barry
30 januari

| 1 | 2 | 3 | 4 | 5 | 6 | 7 | 8 | 9 | 10 | 11 | 12 | 13 | 14 | 15 | 16 | 17 | 18 | 19 | 20 | 21 | 22 | 23 | 24 | 25 | 26 | 27 | 28 | 29 | 30 | 31 |
| - | - | - | - | - | - | - | - | - | -- | -- | -- | -- | -- | -- | -- | -- | -- | -- | -- | -- | -- | -- | -- | -- | -- | -- | -- | -- | -- | -- |

### 1 januari
- Nikolaj Abramov (26), Russisch voetballer[1]
- Marin Constantin (85), Roemeens musicus, componist en dirigent[2]
- Charles Fambrough (60), Amerikaans jazzmuzikant[3]
- Sam Galesloot (26), Nederlands tv-persoonlijkheid[4]
- David Gurland (43), Amerikaans cabaretier en zanger[5]
- Gerd Michael Henneberg (88), Duits acteur[6]
- Flemming Jørgensen (63), Deens acteur en zanger van de band Bamses Venner[7]
- John Olguin (89), Mexicaans museumdirecteur[8]
- Billy Joe Patton (88), Amerikaans golfer[9]
- Pradeep Vijayakar (59), Indiaas sportjournalist[10]
- Faizal Yusof (32), Maleisisch acteur[11]

### 2 januari
- Anna Anni (84), Italiaans kostuumontwerper[12]
- Jan van Beek (85), Nederlands journalist[13]
- Kate Ebli (52), Amerikaans politicus[14]
- Anne Francis (80), Amerikaans actrice[15]
- Door de Graaf (geb. Dorothy Sherston) (90), Brits-Nederlands verzetsstrijdster tijdens de Tweede Wereldoorlog[16]
- Martha van Heuven (74), Nederlands zangeres[17]
- Hans Kalt (86), Zwitsers roeier en Olympisch medaillewinnaar[18]
- Hanna Kraan (64), Nederlands kinderboekenschrijfster[19]
- Émile Masson jr. (95), Belgisch wielrenner[20]
- John Osborne (74), premier van Montserrat[21]
- Pete Postlethwaite (64), Brits acteur[22]
- William R. Ratchford (76), Amerikaans politicus[23]
- Eliseu Resende (81), Braziliaans senator[24]
- Margot Stevenson (98), Amerikaans actrice[25]
- Szeto Wah (79), Hongkongs politicus[26]
- Richard Winters (92), Amerikaans officier tijdens de Tweede Wereldoorlog[27]
- Thierry van Zuylen van Nyevelt van de Haar (78), Nederlands kasteelheer[28]

### 3 januari
- Ronald Colapinto (79), Canadees chirurg[29]
- Geraldo Flach (65), Braziliaans musicus en componist[30]
- Fadil Hadžić (89), Kroatisch filmregisseur[31]
- Jill Haworth (65), Brits-Amerikaans actrice[32]
- Zbigniew Jaremski (61), Pools atleet[33]
- Suchitra Mitra (86), Indiaas zangeres[34]
- Alfred Proksch (102), Oostenrijks atleet[33]
- Yosef Shiloach (69), Israëlisch acteur en activist[35]
- Georges Staquet (78), Frans acteur[36]
- Eva Strittmatter (80), Duits schrijfster en dichteres[37]
- Stanley Tolliver (85), Amerikaans advocaat[38]
- Mieke Van de Voort (38), Nederlands kunstenares[39]

### 4 januari
- Hélio Ary (80), Braziliaans acteur[40]
- Walter Geerts (81), Belgisch journalist[41]
- Mick Karn (52), Brits muzikant[42]
- Dick King-Smith (88), Brits auteur[43]
- Coen Moulijn (73), Nederlands voetballer[44]
- Ali-Reza Pahlavi (44), Iraans-Amerikaans persoon, zoon van sjah Mohammed Reza Pahlavi[45]
- Gerry Rafferty (63), Schots muzikant[46]
- Salmaan Taseer (64), Pakistaans gouverneur van Punjab[47]
- Remco Vogelzang (51), Nederlands hockey-international[48]

### 5 januari
- Roland Kayn (77), Duits-Nederlands componist[49]
- Malangatana Ngwenya (74), Mozambikaans dichter, schilder en politicus[50]
- Assar Rönnlund (75), Zweeds skikampioen[51]
- Lutz Sikorski (61), Duits politicus[52]
- Jan Freark Wierda (56), Nederlands kunstenaar[53]

### 6 januari
- Ryne Duren (81), Amerikaans honkballer[54]
- Aron Kincaid (70), Amerikaans kunstenaar, acteur en model[55]
- Gary Mason (48), Brits bokser[56]
- Jannie Momberg (72), ANC-politicus[57]
- Uche Okafor (43), Nigeriaans voetballer[58]
- Maurice Peiren (73), Belgisch atleet[59]
- Raymond Steylaerts (77), Belgisch biljarter[60]
- Pyotr Sumin (64), Russisch politicus[61]

### 7 januari
- Carlos Castro (65), Portugees journalist en homoactivist[62]
- Bobby Robinson (93), Amerikaans muziekproducent[63]
- Simona Senoner (17), Italiaans langlaufster en schansspringster[64]
- Phil Kennemore (57), Amerikaans bassist[65]

### 8 januari
- Jiří Dienstbier (73), Tsjechisch politicus[66]
- Ángel Pedraza (48), Spaans voetballer en voetbalcoach[67]
- John Roll (63), Amerikaans rechter[68]
- Thorbjørn Svenssen (86), Noors voetballer[69]

### 9 januari
- Richard Butcher (29), Engels voetballer[70]
- Debbie Friedman (58), Joods-Amerikaans zangeres[71]
- Marcel Roele (49), Nederlands journalist[72]
- Peter Yates (82), Brits filmregisseur[73]

### 10 januari
- John Dye (47), Amerikaans acteur[74]
- Joe Gores (79), Amerikaans auteur[75]
- John Gross (75), Engels literair recensent en auteur[76]
- Alberto León (37), Spaans oud-mountainbiker[77]
- Rafaël Troch (50), Belgisch acteur[78]
- María Elena Walsh (80), Argentijns schrijfster[79]

### 11 januari
- Zoltán Berczik (73), Hongaars tafeltennisser[80]
- Jan De Laet (89), Belgisch journalist[81]
- Imo Moszkowicz (85), Duits regisseur[82]
- David Nelson (74), Amerikaans acteur en regisseur[83]
- Bart Oegema (27), Nederlands wielrenner[84]
- Knut Olsen (57), Noors journalist en televisiepresentator[85]
- Margaret Whiting (86), Amerikaans zangeres[86]

### 12 januari
- Karl Kordesch (88), Oostenrijks scheikundige en uitvinder
- Evert Mathies (79), Nederlands journalist[87]
- Paul Picerni (88), Amerikaans acteur[88]
- Jacques Stienstra (78), Nederlands projectontwikkelaar[89]

### 13 januari
- Albert-Jan Evenhuis (69), Nederlands politicus en staatssecretaris[90]
- Albert Heijn (83), Nederlands ondernemer[91]
- Ray Kaart (77), Nederlands jazzmuzikant[92]
- Alex Kirst (47), Canadees-Amerikaans drummer[93]
- Kay Mills (69), Amerikaans auteur en journaliste[94]

### 14 januari
- Georgia Carroll (91), Amerikaans zangeres, actrice en model[95]
- Trish Keenan (42), Engels zangeres[96]
- Peter Post (77), Nederlands wielrenner en ploegleider[97]
- Imed Trabelsi (36), Tunesisch zakenman en politicus[98]
- Wil Willems (66), Nederlands atleet[99]

### 15 januari
- Michael Langham (91), Brits acteur en theaterdirecteur[100]
- Romulus Linney (80), Amerikaans toneelschrijver[101]
- Nat Lofthouse (85), Engels voetballer[102]
- Susannah York (72), Brits actrice[103]

### 16 januari
- Steve Prestwich (56), Engels-Australisch drummer, zanger en componist[104]
- Stefka Yordanova (64), Bulgaars atlete[105]

### 17 januari
- Jürgen Barth (67), Duits wielrenner[106]
- Jean Dutourd (91), Frans schrijver
- Don Kirshner (76), Amerikaans muziekpromoter, uitgever en songwriter[107]
- John Ross (72), Amerikaans schrijver, journalist en politiek activist[108]
- Muriël Sam-Sin Hewitt (75), Surinaams kookboekenschrijfster[109]

### 18 januari
- George Crowe (89), Amerikaans baseballspeler[110]
- Marcel Marlier (80), Belgisch illustrator[111]
- Paul Meyers (89), Belgisch burgemeester van Hasselt (1963-1988) en minister[112]
- Frans Minnaert (81), Belgisch kunstschilder[113]
- Sargent Shriver (95), Amerikaans politicus[114]
- Edgar Tafel (98), Amerikaans architect[115]

### 19 januari
- Mihai Ionescu (74), Roemeens voetbaldoelman[116]
- Wilfrid Sheed (80), Amerikaans schrijver[117]
- Carla Swart (23), Zuid-Afrikaans wielrenster[118]

### 20 januari
- Paul Ducheyne (85), Belgisch voetbalvoorzitter[119]
- Bruce Gordon (94), Amerikaans acteur[120]
- Guup baron Kraijenhoff (88), Nederlands baron, zakenman en voorzitter Rode Kruis[121]
- Fred Arthur Nettelbeck (60), Amerikaans dichter[122]
- Sonia Peres-Gelman (88), Israëlisch presidentsvrouw[123]
- Reynolds Price (77), Amerikaans schrijver, dichter en essayist[124]

### 21 januari
- Theoni Aldredge (78), Amerikaans kostuumontwerpster[125]
- Tony Geiss (86), Amerikaans componist, scenarioschrijver en televisieproducent[126]
- Dennis Oppenheim (72), Amerikaans kunstenaar[127]
- Charles Zwolsman (55), Nederlands drugsbaron[128]

### 22 januari
- Josine Junger-Tas (81), Nederlands criminologe[129]
- Cristino Nicolaides (86), Argentijns juntabevelhebber[130]
- Jaap van Proosdij (89), Nederlands verzetsstrijder tijdens de Tweede Wereldoorlog[131]
- Pak Wan-So (79), Zuid-Koreaans schrijfster[132]
- Jan Wauters (83), Belgisch bokser[133]

### 23 januari
- Stanley Frazen (91), Amerikaans televisie-pionier[134]
- David Frye (77), Amerikaans komiek en imitator[135]
- Jack LaLanne (96), Amerikaans fitnesspionier[136]
- Novica Tadić (62), Servisch dichter[137]

### 24 januari
- Ragmad Amatstam (61), Surinaams zanger[138]
- Alec Boden (85), Schots voetballer[139]
- Bernd Eichinger (61), Duits filmproducent[140]
- Pandit Bhimsen Joshi (89), Indisch zanger[141]
- Samuel Ruiz García (86), Mexicaans geestelijke en activist
- Thongbai Thongpao (84), Thais mensenrechtenactivist[142]
- Jan Vis (77), Nederlands politicus[143]

### 25 januari
- Daniel Bell (91), Amerikaans socioloog[144]
- Rinus Budding (91), Nederlands orgelman[145]
- Omer Joris (85), Belgisch voetballer[146]
- Gerard Londo (98), Nederlands politicus en burgemeester[147]
- Jean-Paul Valabrega (89), Frans psycho-analist[148]

### 26 januari
- Manuel Berná García (95), Spaans componist en dirigent[149]
- John Herbert (81), Braziliaans acteur en regisseur[150]
- Gladys Horton (66), Amerikaans zangeres[151]
- David Kato (43), Oegandees homorechtenactivist[152]
- Charlie Louvin (83), Amerikaans countryzanger[153][154]
- Shawn McGrath (34), Amerikaans prof-worstelaar[155]
- María Mercader (92), Spaans filmster[156]
- Tore Sjöstrand (89), Zweeds atleet[157]

### 27 januari
- Charlie Callas (83), Amerikaans komiek[158]
- Mārtiņš Freimanis (33), Lets zanger, componist, acteur en tv-persoonlijkheid[159]
- Helena Henschen (70), Zweeds illustratice, schrijfster en ontwerpster[160]
- Paco Maestre (53), Spaans acteur[161]
- Michael Van Rooy (42), Canadees misdaadauteur[162]
- Frans Vorstman (88), Nederlands acteur[163]

### 28 januari
- Gert Gort (49), Nederlands fotograaf[164]
- Margaret Price (69), Welsh sopraanzangeres[165]
- Jan Somers (46), Nederlands gitarist van Vengeance[166]

### 29 januari
- Raphael de Almeida Magalhães (80), Braziliaans politicus[167]
- Milton Babbit (94), Amerikaans componist[168]
- Zahra Bahrami (46), Iraans-Nederlands vermeend drugssmokkelaar[169]
- Hemayel Martina (20), Curaçaos dichter en schrijver[170]
- Megan McNeil (20), Canadees zangeres[171]
- Emanuel Vardi (95), Amerikaans violist[172]

### 30 januari
- John Barry (77), Engels componist[173]
- Ajahn Maha Bua (97), Thais boeddhistische monnik[174]
- José Llopis Corona (92), Spaans voetballer[175]
- Charles Nolan (53), Amerikaans modeontwerper[176]

### 31 januari
- Daniele Formica (61), Italiaans acteur, toneelschrijver en regisseur[177]
- (Horst-)Günter Ludolf (56), Duits autosloper en docusoapspeler[178]
- Nildo Parente (74), Braziliaans acteur[179]
- Eunice Sanborn (114), Amerikaans oudste persoon ter wereld[180]
- Charles Sellier jr. (67), Amerikaans film- en tv-producer[181]
- Michael Tolan (85), Amerikaans acteur[182]
- Doc Williams (96), Amerikaans countryzanger[183]

1900 ·
1901 ·
1902 ·
1903 ·
1904 ·
1905 ·
1906 ·
1907 ·
1908 ·
1909 ·
1910 ·
1911 ·
1912 ·
1913 ·
1914 ·
1915 ·
1916 ·
1917 ·
1918 ·
1919 ·
1920 ·
1921 ·
1922 ·
1923 ·
1924 ·
1925 ·
1926 ·
1927 ·
1928 ·
1929 ·
1930 ·
1931 ·
1932 ·
1933 ·
1934 ·
1935 ·
1936 ·
1937 ·
1938 ·
1939 ·
1940 ·
1941 ·
1942 ·
1943 ·
1944 ·
1945 ·
1946 ·
1947 ·
1948 ·
1949 ·
1950 ·
1951 ·
1952 ·
1953 ·
1954 ·
1955 ·
1956 ·
1957 ·
1958 ·
1959 ·
1960 ·
1961 ·
1962 ·
1963 ·
1964 ·
1965 ·
1966 ·
1967 ·
1968 ·
1969 ·
1970 ·
1971 ·
1972 ·
1973 ·
1974 ·
1975 ·
1976 ·
1977 ·
1978 ·
1979 ·
1980 ·
1981 ·
1982 ·
1983 ·
1984 ·
1985 ·
1986 ·
1987 ·
1988 ·
1989 ·
1990 ·
1991 ·
1992 ·
1993 ·
1994 ·
1995 ·
1996 ·
1997 ·
1998 ·
1999 ·
2000 ·
2001 ·
2002 ·
2003 ·
2004 ·
2005 ·
2006 ·
2007 ·
2008 ·
2009 ·
2010 ·
2011 ·
2012 ·
2013 ·
2014 ·
2015 ·
2016 ·
2017 ·
2018 ·
2019 ·
2020 ·
2021 ·
2022 ·
2023 ·
2024 ·
2025